# 6262 Javid

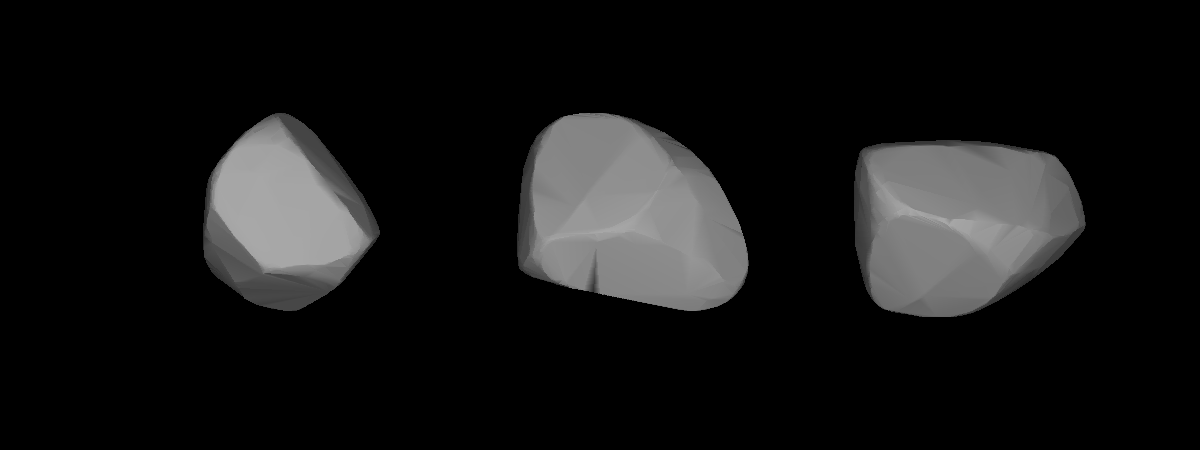
model tri-dimensional al asteroidului 6262 Javid

6262 Javid este un asteroid din centura principală de asteroizi.

## Descriere
6262 Javid este un asteroid din centura principală de asteroizi. A fost descoperit pe 1 septembrie 1978 la Observatorul de Astrofizică din Crimeea de Nikolai Cernîh. El prezintă o orbită caracterizată de o semiaxă mare de 2,91 ua, o excentricitate de 0,08 și o înclinație de 3,0° în raport cu ecliptica.